# BMW G30
La BMW G30 è la settima generazione della BMW Serie 5, un'autovettura di segmento E prodotta dalla casa automobilistica tedesca BMW presentata il 13 ottobre 2016 e in vendita a partire dal 2017 al 2023, sostituita dalla BMW G60.
Con un valore di Cx di 0,22, la BMW 520d EfficientDynamics Edition è considerata la più aerodinamica berlina in produzione unitamente alla Mercedes-Benz Classe CLA.
Oltre alla classic berlina è disponibile anche in carrozzeria Touring, cioè Station Wagon, la cui sigla è G31.

## Profilo e contesto

### Debutto

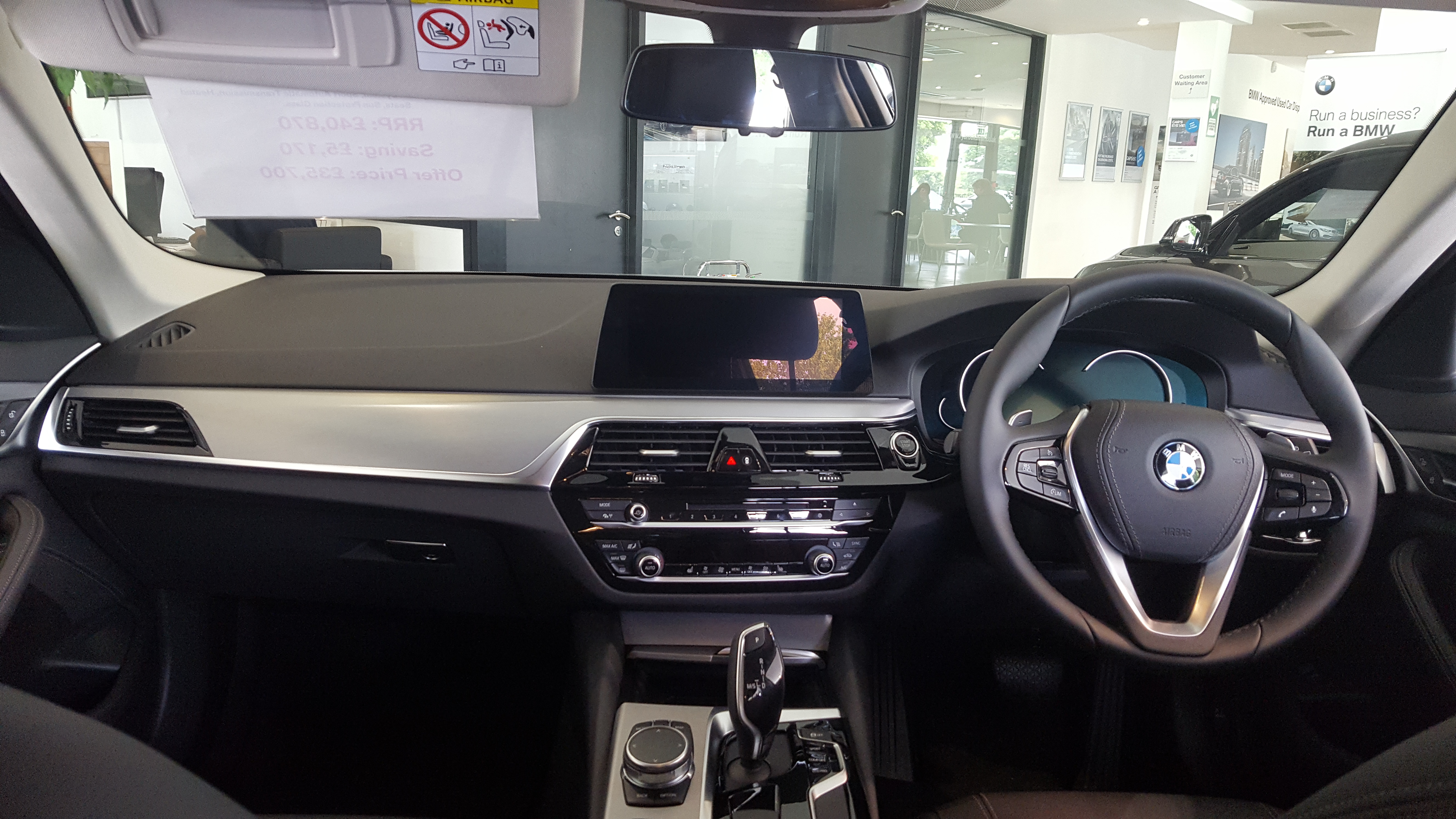
Interni

Circa un paio di anni dopo il lancio della sesta generazione della Serie 5, venne avviato il progetto G30, destinato a sfociare nella sua erede. Nel 2014, l'équipe di designers guidata da Adrian van Hooydonk stava ultimando il perfezionamento della carrozzeria e le testate giornalistiche specializzate stavano già pubblicando dei rendering di fatto assai vicini alla vettura definitiva, segno che la Casa bavarese non stava dando l'impressione di voler nascondere molto dell'impostazione stilistica impressa alla nuova vettura di segmento E. Fu piuttosto sotto il profilo tecnico che si vollero celare le maggiori novità. 
Il debutto ufficiale della settima generazione della Serie 5 si ebbe il 13 ottobre 2016 al quartier generale della BMW, a Monaco di Baviera, dove grande era la trepidazione del pubblico accorso per l'evento, impaziente e curioso di scoprire come fosse possibile migliorare una berlina già qualitativamente al vertice come la F10.

### Design esterno ed interno
Ferma restando l'impostazione a tre volumi e gli ingombri generali aumentati solo di pochissimo (appena 3,7 cm in più in lunghezza), la nuova Serie 5 sposò il corso stilistico BMW inaugurato ormai cinque anni prima con il lancio della sesta generazione della Serie 3, e quindi ecco che anche il frontale della nuova berlina bavarese di segmento E si uniformò al resto della gamma, sfoggiando una calandra più verticale con i gruppi ottici a sviluppo orizzontale che arrivano a toccarla su entrambi i lati. Nuovo anche il disegno del paraurti, con nuove prese d'aria dal design più aggressivo, mentre il cofano motore, più lungo di quello della precedente Serie 5, arriva anch'esso a sfiorare i gruppi ottici anteriori. La vista laterale permette appunto di notare la maggior lunghezza del cofano motore, ma anche la maggior presenza di nervature, specie nella zona del sottoporta. Altra novità visibile lateralmente è la presenza delle prese d'aria sui due parafanghi anteriori, denominate "air breather", ma anche il raccordo più morbido fra padiglione e terzo volume. Ciò contribuì ad ottenere un Cx compreso fra 0,24 e 0,25 a seconda della versione, un dato di assoluto rispetto. Rimanendo nell'ambito della vista laterale, è ancora presente un "marchio di fabbrica" irrinunciabile, cioè il cosiddetto gomito di Hofmeister sul montante posteriore. Meno ricca di novità la coda, che per molti versi sembra solo un lieve aggiornamento della coda della precedente Serie 5 F10, ma che in realtà è stata completamente riprogettata.

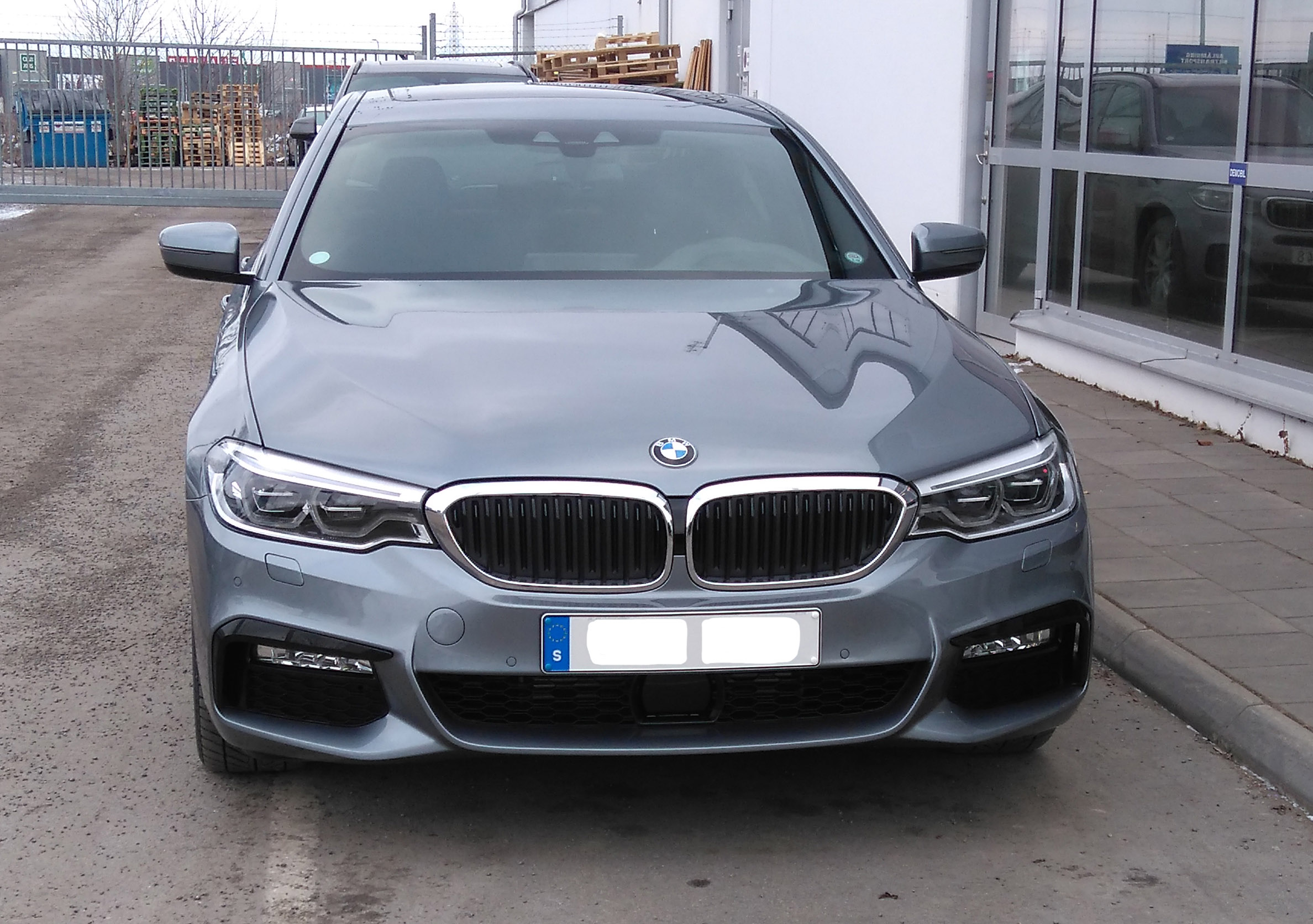
Il frontale di una Serie 5 G30

### Meccanica e motorizzazioni
È offerta in versione berlina (nome in codice G30), station wagon Touring (nome in codice G31) e in versione 5 porte fastback GT (nome in codice G32); si basa sulla nuova piattaforma automobilistica modulare denominata CLAR, su cui è stata costruita anche l'ultima generazione della più grande BMW Serie 7.
La piattaforma CLAR utilizza una combinazione di materiali multipli per aumentare la rigidità strutturale e diminuire la massa complessiva del veicolo. Seguendo gli ultimi modelli BMW, così come per la Serie 7 di ultima generazione, la base tecnica del telaio è composta in magnesio, alluminio e acciaio ad alta resistenza. Assenti solo le componenti in fibra di carbonio, riservati solo all'ammiraglia di segmento F. Inoltre, la griglia anteriore è in grado di chiudersi e aprirsi per consentire il raffreddamento del motore in modo ottimale e migliorare il flusso aerodinamico della vettura quando non è richiesto refrigerare il propulsore. Il comparto sospensivo prevede la soluzione a quadrilateri per l'avantreno e quella multilink a 5 bracci per il retrotreno, con ammortizzatori idraulici telescopici, molle elicoidali e barre stabilizzatrici su entrambi gli assali. La versione Touring monta invece un retrotreno con molle ad aria.
La Serie 5 è equipaggiata con il nuovo sistema infotainment arrivato alla quinta generazione chiamato BMW iDrive, che è stato aggiornato per offrire quattro opzioni di input manuale, con la maggior parte dei controlli che si possono abbinare al riconoscimento gestuale. L'architettura elettronica e il cablaggio dell'impianto elettrico sono stati anch'essi aggiornati con un inedito sistema a 48 V al fine di supportare e fare spazio a una nuova serie di sistemi di assistenza alla guida più avanzati e che richiedono più energia per essere alimentati dalla autovettura.
Al suo debutto, la Serie 5 G30 è stata prevista in quattro motorizzazioni, di cui due a benzina e due a gasolio. Tutte le motorizzazioni erano sovralimentate mediante turbocompressore. In sintesi, questa era la gamma motori d'esordio:
- 530i: motore B48B20 con cilindrata di 1998 cm3 e potenza massima di 252 CV;
- 540i: motore B58B30 con cilindrata di 2998 cm3 e potenza massima di 340 CV;
- 520d: motore B47D20 con cilindrata di 1995 cm3 e potenza massima di 190 CV;
- 530d: motore B57D30 con cilindrata di 2993 cm3 e potenza massima di 265 CV. Parallelamente a tale motorizzazione, per il solo mercato italiano è stata prevista una motorizzazione con potenza ridotta a 249 CV in modo da evitare il superbollo.

Le versioni a benzina potevano essere ordinate sia a trazione posteriore sia a trazione integrale, così come le motorizzazioni a gasolio, tranne la 520d Efficient Dynamics e la ibrida 530e, che invece erano previste solo con ruote motrici posteriori. Due le varianti di trasmissione: la 520d a trazione posteriore, sia in configurazione normale che in configurazione Efficient Dynamics, era l'unica abbinata ad un cambio manuale a 6 marce. Le altre motorizzazioni erano invece tutte previste in abbinamento con un cambio automatico ad 8 rapporti.

## Evoluzione
La commercializzazione della Serie 5 G30 fu avviata l'11 febbraio del 2017, ma già all'inizio di quello stesso mese fu svelato l'aspetto definitivo della versione Touring, ossia la station wagon. Circa un mese dopo il lancio, venne introdotta la 520d Efficient Dynamics, basata sulla 520d già esistente, ma con alcune migliorie aerodinamiche per contribuire alla riduzione dei consumi. In questo modo, il Cx scese fino a 0,22, facendo della G30 così allestita una delle berline di serie più aerodinamiche al mondo. Contemporaneamente arrivò in listino la 530e, la versione ibrida, disponibile solo come berlina e spinta da un motore da 2 litri della famiglia B48, con potenza massima di 184 CV, accoppiato ad un motore elettrico da 88 CV, per una potenza massima combinata pari a 252 CV. 
Nel marzo del 2017, fanno il loro debutto due nuove versioni, ossia la ibrida 530e e la M550i xDrive, spinta dal V8 biturbo da 4,4 litri in grado di sviluppare fino a 462 CV di potenza massima. Questo modello costituisce il top della gamma; la M550i xDrive non viene prevista in tutti i mercati, ma solo in alcuni.
Nell'estate dello stesso anno si hanno alcune novità per quanto riguarda la gamma motoristica: alla base della gamma arriva infatti la 520i, spinta dal 2 litri della 530i, ma depotenziato a 184 CV. Le altre tre novità sono fra i motori diesel e comprendono l'arrivo della 525d, equipaggiata dal 2 litri turbodiesel già montato sulla 520d, ma con potenza massima portata a 231 CV, la 540d, con motore 3 litri turbodiesel da 320 CV e la M550d, il cui tre litri turbodiesel viene in questo caso sovralimentato da ben quattro turbocompressori e la cui potenza raggiunge ben 400 CV. 
Nell'estate del 2018, la gamma si amplia verso il basso con l'arrivo della 518d, equipaggiata con il 2 litri della 520d, ma depotenziato a 150 CV.

### La versione Touring
Svelata il 1º febbraio 2017, la versione Touring della Serie 5 G30 (sigla di progetto G31) venne presentata in via definitiva ed ufficiale al Salone di Ginevra tenutosi un mese dopo. Il bagagliaio posteriore ha visto un leggero aumento della volumetria totale rispetto alla precedente Serie 5 Touring, per cui con i sedili in posizione standard si poteva contare su 570 litri, mentre con lo schienale abbattuto si raggiungevano i 1.700 litri. Il portellone è apribile elettricamente, con il lunotto che è apribile separatamente dal portellone.
Al debutto, la Serie 5 Touring è stata prevista nelle stesse motorizzazioni della berlina, ma con alcune differenze per quanto riguardava le varianti di trasmissione: le quattro ruote motrici erano inizialmente abbinabili solo alle due motorizzazioni a 6 cilindri presenti nella gamma d'esordio. Di queste, solo quelle a gasolio erano disponibili anche con la sola trazione posteriore. Tra le particolarità tecnologiche, c'è il retrotreno autolivellante che si gestisce autonomamente in funzione del carico del bagagliaio. 
La commercializzazione della Serie 5 Touring G31 fu avviata il mese di giugno del 2017.
Alla fine del 2017, la gamma della Touring si arricchì con l'arrivo della M550d xDrive, che aveva debuttato durante l'estate precedente nella gamma della berlina e che a quel punto viene proposta anche in abbinamento alla carrozzeria station wagon.

### La versione ibrida

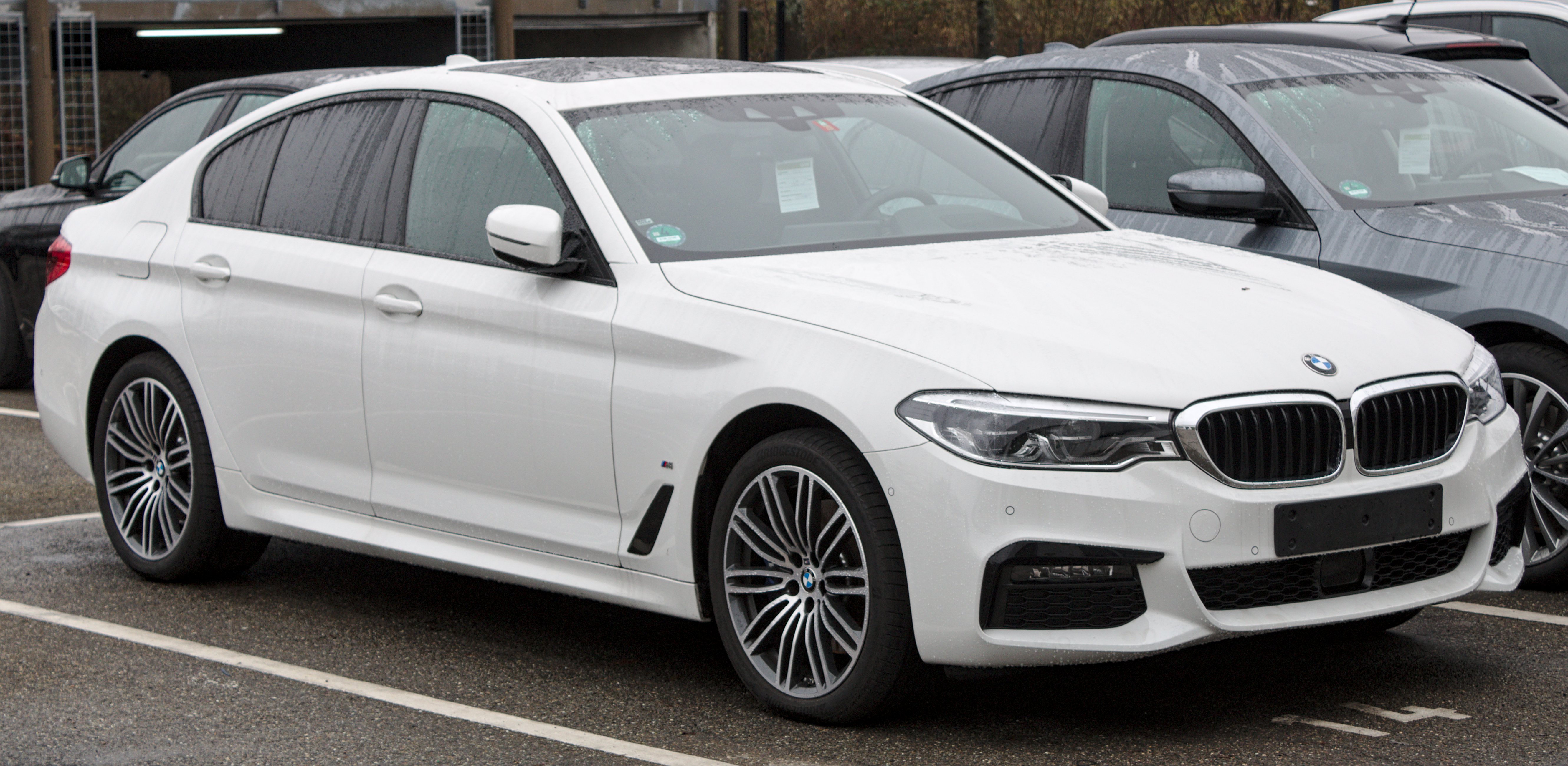
530e

Lanciata nel marzo del 2017 in contemporanea con l'arrivo sul mercato della M550i xDrive, la versione ibrida plug-in della gamma G30 prende il nome di 530e, ed è caratterizzata, dalla presenza di due unità motrici: grazie alla combinazione fra il 2 litri turbo da 184 CV ed un motore elettrico da 113 CV, si raggiunge una potenza massima totale di 252 CV ad un regime compreso fra il 4460 ed i 6500 giri/min, mentre la coppia massima, pari a 290 Nm nel motore termico e pari a 250 Nm nell'unità elettrica, raggiunge un picco massimo combinato di 420 Nm fra 1450 e 4000 giri/min. La presenza del pacco batterie che alimenta il motore elettrico (sistemato sotto il divano posteriore) provoca un aumento sensibile del peso a vuoto, ben 240 kg in più rispetto alla 520i che sarebbe arrivata qualche mese dopo, e che era equipaggiata con il solo motore termico da 184 CV. Quando è attivo il motore a benzina, la velocità massima è di 235 km/h, mentre quando l'auto viene spinta dal solo motore elettrico, essa viene autolimitata a 140 orari.
A partire dal mese di luglio del 2019, alla normale 530e a trazione posteriore venne anche affiancata la xDrive a trazione integrale. A parte le quattro ruote motrici, il motore e la meccanica era le medesime della normale 530e.

### M5 F90
La M5, basata sulla Serie 5 (conosciuta come F90) è stata annunciata il 21 agosto 2017 insieme al videogioco Need for Speed: Payback e presentata al pubblico al salone di Francoforte nel settembre 2017. L'auto utilizza un motore 4.4 litri V8 con potenza di 441 kW (600 CV) e 750 Nm di coppia; è la prima M5 a disporre unicamente di un cambio automatico e della trazione integrale. La M5 è stata inizialmente offerta con un allestimento "First Edizion" che aggiunge una targhetta numerata, ruote da 20 pollici, vernice rossa opaca e rivestimenti in pelle bianca. Il 9 maggio 2018 è stata introdotta la versione M5 Competition.

### Restyling 2020

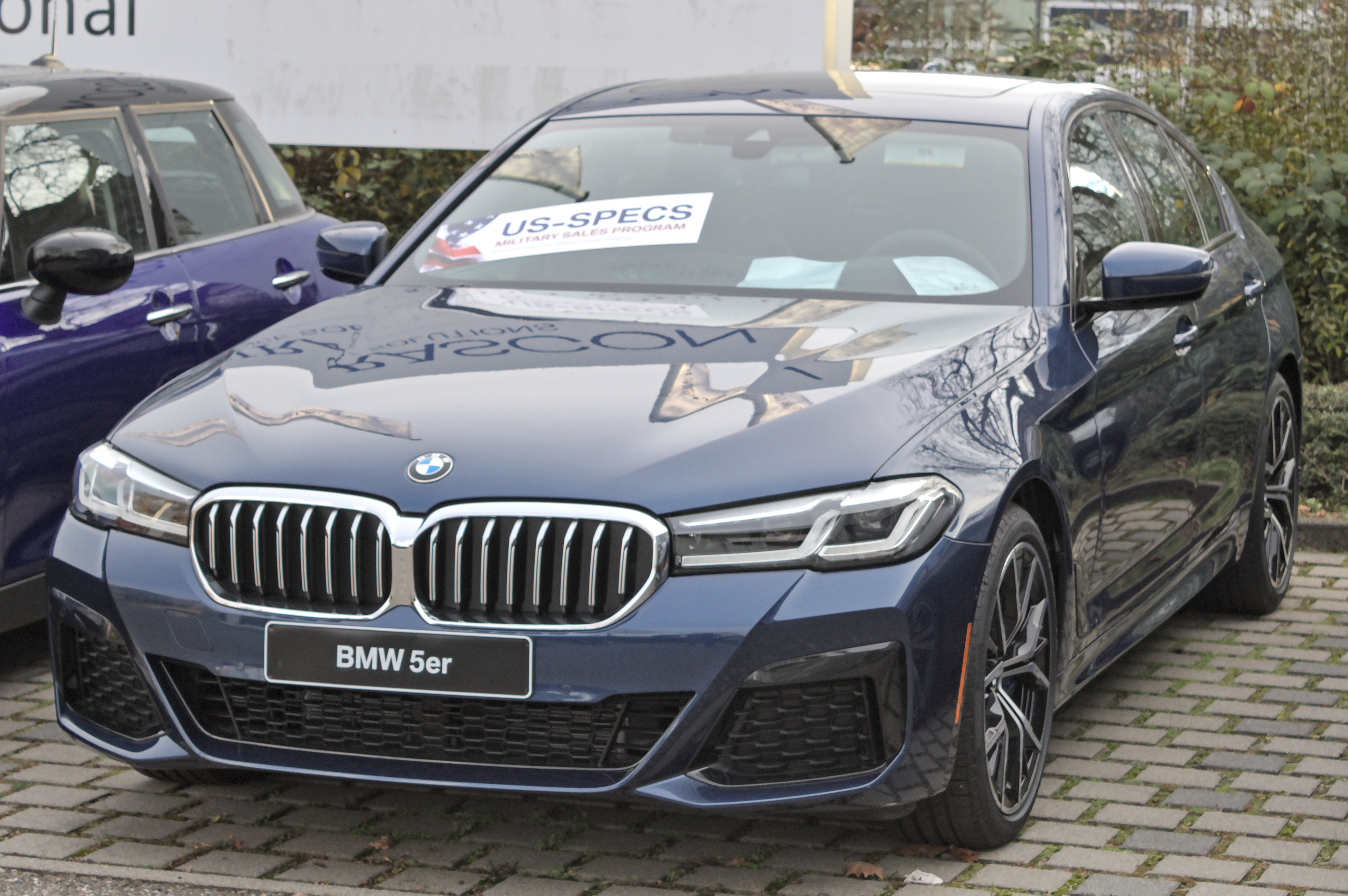
Restyling

La vettura è stata sottoposta a un restyling presentato nel maggio 2020 presso il BMW Driving Center in Corea del Sud, ma inizialmente doveva essere presentato al Motor Show di Busan del 2020, cancellato per la pandemia di COVID-19. Le modifiche esterne includono paraurti anteriore e posteriore ridisegnati insieme a nuovi fari e fanali posteriori e un design della griglia a doppio rene più squadrato. Le luci diurne sono state ridisegnate a forma di L invece della forma ottagonale del modello pre-restyling. I fari a LED adattivi (in precedenza optional) sono di serie (in alcuni mercati), a cui si possono abbinare i fari a matrice LED o laser.
Nella parte posteriore, le luci hanno lo stesso design a forma di L dei fari anteriori, con grafica a forma di C. Il sistema di scarico a doppio tubo con uscite trapezoidali è di serie su tutti i modelli.
All'interno, il design di base del cruscotto è stato mantenuto, ma il c'è il nuovo sistema di infotainment touchscreen con BMW iDrive 7.0 con aggiornamenti over the air, dell'assistente vocale, Apple Car Play e Android Auto con mappe BMW, che integra un sistema di navigazione basato sul cloud con aggiornamenti sul traffico in tempo reale. Lo schermo di infotainment misura di serie 10,25 pollici, ma con il sistema BMW Live Cockpit Professional (di serie in alcuni mercati), arriva a 12,3 pollici. La Serie 5 ora dispone del sistema di assistenza al parcheggio condiviso con la Serie 3. Inoltre, il Parking Assistant Professional incorpora la nuova funzione Drive Recorder che può registrare fino a 40 secondi di video utilizzando le diverse telecamere poste sull'autovettura.
La gamma di motori è stata rinnovata e presenta per tutti i motori diesel il sistema con doppio turbocompressore. I modelli ibridi dispongono di un sistema a 48 volt che aggiunge 8 kW (11 CV) alla potenza totale del motore.

## Motorizzazioni
Con il lancio, sono disponibili due motori a benzina e due motori diesel. Inoltre, la 520d è disponibile in una versione rinominata EfficientDynamics Edition che garantisce consumi più bassi e una maggiore economicità di utilizzo e il top di gamma della Serie 5 è occupata dalla M5 con 441 kW (600 CV).
Le motorizzazioni per il mercato italiano sono:
| Nome versione | Alimentazione          | Numero e disposizione dei cilindri | Cilindrata (cm3) | Potenza (in CV) @ regime                                                  | Coppia (in Nm) @ regime                                                |
| 520d          | Diesel                 | 4 in linea                         | 1995             | 190 CV @ 4000 rpm                                                         | 400 Nm @ 1750 rpm                                                      |
| 525d          | Diesel                 | 4 in linea                         | 1995             | 231 CV @ 4400 rpm                                                         | 500 Nm @ 2000 rpm                                                      |
| 530d          | Diesel                 | 6 in linea                         | 2993             | 265 CV @ 4000 rpm (249 CV per l'Italia)                                   | 620 Nm @ 2000 rpm                                                      |
| 540d          | Diesel                 | 6 in linea                         | 2993             | 320 CV @ 4400 rpm                                                         | 680 Nm @ 1750 rpm                                                      |
| M550d         | Diesel                 | 6 in linea                         | 2993             | 400 CV @ 4400 rpm                                                         | 760 Nm @ 2000 rpm                                                      |
| 530e          | Ibrido Plug-In/Benzina | 4 in linea                         | 1998             | Motore elettrico: 113 CV @ 3170 rpm Motore endotermico: 184 CV @ 5000 rpm | Motore elettrico: 250 Nm @ 0 rpm Motore endotermico: 290 Nm @ 1350 rpm |
| 520e          | Ibrido Plug-in         | 4 in linea                         | 1998             | Motore elettrico: 109 CV @ 3170 rpm Motore endotermico: 163 CV @ 4000 rpm | Motore elettrico: 250 Nm @ 0 rpm Motore endotermico: 250 Nm @ 1350 rpm |
| 520i          | Benzina                | 4 in linea                         | 1998             | 184 CV @ 5000 rpm                                                         | 290 Nm @ 1350 rpm                                                      |
| 530i          | Benzina                | 4 in linea                         | 1998             | 252 CV @ 5200 rpm                                                         | 350 Nm @ 1450 rpm                                                      |
| 540i          | Benzina                | 6 in linea                         | 2998             | 340 CV @ 5500 rpm                                                         | 450 Nm @ 1380 rpm                                                      |
| M5            | Benzina                | 8 a V                              | 4395             | 600 CV @ 6000 rpm                                                         | 750 Nm @ 1800 rpm                                                      |